# Arenijusova jednačina
Arenijusova jednačina je jednačina koja daje zavisnost konstante brzine hemijske reakcije od temperature i energije aktivacije. Arenijusova jednačina ima sledeći oblik:
{\displaystyle k=Ae^{{-E_{a}}/{RT}}}
Gde je:
- R -univerzalna gasna konstanta (R=8,314 J/k*mol)[2];
- A -pred-eksponencijalni faktor
- Ea -energija aktivacije[3].
- T -temperatura (K);

Ova semiempirijska jednačina je veoma korisna i važna. Pomoću nje se može odrediti promena konstante brzine hemijske reakcije u prsustvu katalizatora, ako se zna koliko taj katalizator smanjuje energiju aktivacije sistema. Iz Arenijusove jednačine, u kojoj se Ea nalazi kao eksponent, sledi da malo smanjenje energije aktivacije dovodi do znatnog povećanja brzine reakcije.

## Literatura
- Pauling, L.C. (1988) "General Chemistry", Dover Publications
- Laidler, K. J. (1987) Chemical Kinetics, Third Edition, Harper & Row
- Laidler, K. J. (1993) The World of Physical Chemistry, Oxford University Press

## Spoljašnje veze
- Rastvorljivost ugljen dioksida u polietilenu - Upotreba Arenijusove jednačine za proračun specifične rastvorljivosti u polimerima